# (52387) Huitzilopochtli
(52387) Huitzilopochtli est un astéroïde géocroiseur de type Amor, également aréocroiseur.

## Description
(52387) Huitzilopochtli est un astéroïde géocroiseur de type Amor. Il présente une orbite caractérisée par un demi-grand axe de 1,28 UA, une excentricité de 0,19 et une inclinaison de 24,2° par rapport à l'écliptique.
Il est nommé d'après la divinité Huitzilopochtli.

## Compléments